# Espace de Fock

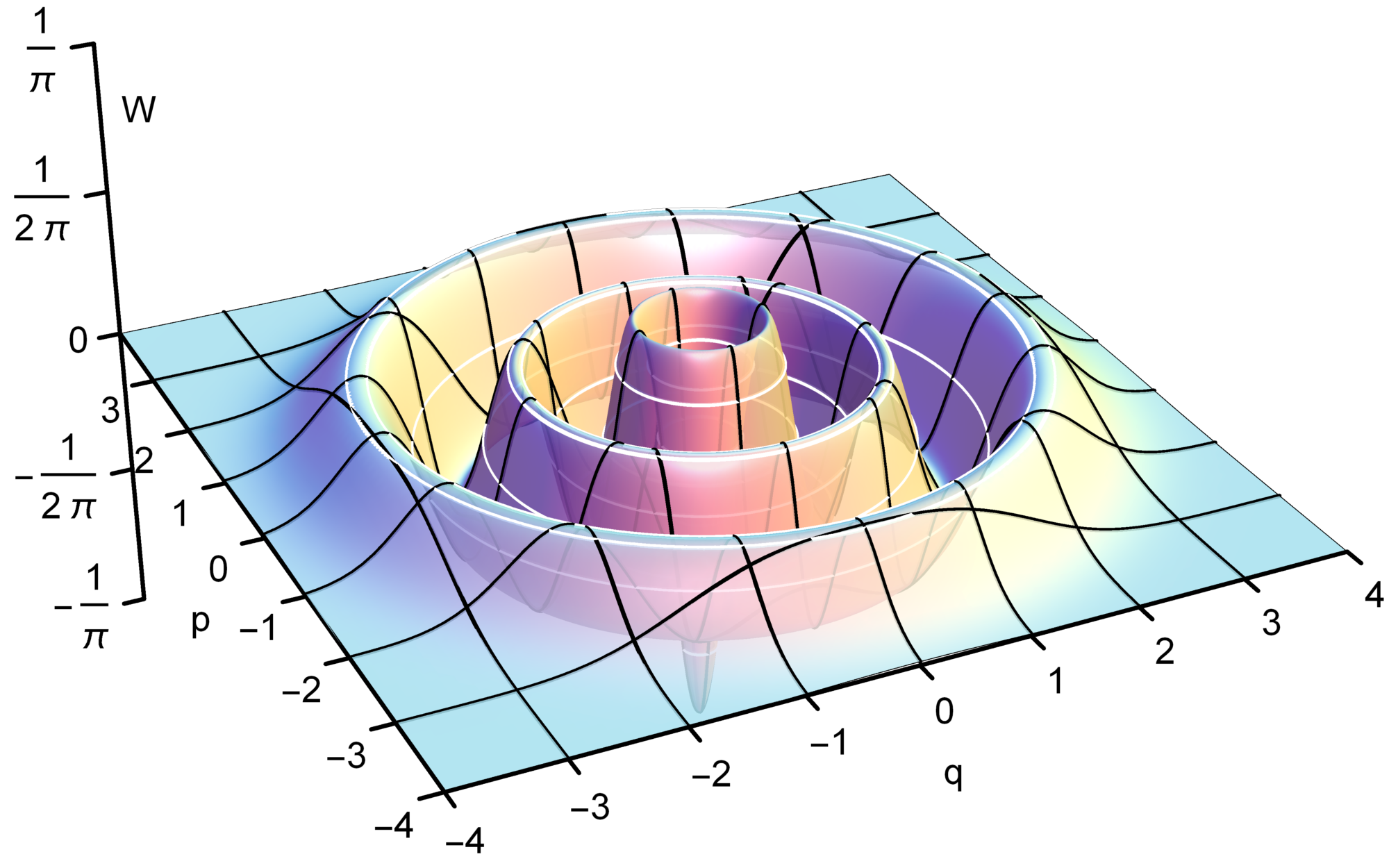
Fonction de Wigner d'un état de Fock avec 5 photons

L'espace de Fock est une construction algébrique utilisée en mécanique quantique pour construire l'espace des états quantiques d'un nombre variable ou inconnu de particules identiques à partir d'une seule particule de l'espace de Hilbert H. Il porte le nom de Vladimir A. Fock qui l'a présenté pour la première fois dans son article de 1932 "Konfigurationsraum und zweite Quantelung", traduisible par "espace de configuration et deuxième quantification." ,
De manière informelle, un espace de Fock est la somme d'un ensemble d'espaces de Hilbert représentant zéro état de particule, un état de particule, deux états de particule, et ainsi de suite. Si les particules identiques sont des bosons, les n états de particules sont des vecteurs dans un produit tensoriel symétrisé de n espaces de Hilbert à particule unique H. Si les particules identiques sont des fermions, les n états de particules sont des vecteurs dans un produit tensoriel antisymétrisé n espaces de Hilbert à particule unique H (Voir respectivement algèbre symétrique et algèbre extérieure). Un état général dans l'espace de Fock est une combinaison linéaire de n états de particules, un pour chaque n.
Techniquement, l'espace de Fock est (la complétion de l'espace de Hilbert de) la somme directe des tenseurs symétriques ou antisymétriques dans les puissances tensorielles d'un espace de Hilbert à particule unique H ,
{\displaystyle F_{\nu }(H)={\overline {\bigoplus _{n=0}^{\infty }S_{\nu }H^{\otimes n}}}~.}
Ici {\displaystyle S_{\nu }} est l'⁣opérateur qui symétrise ou antisymétrise un tenseur, selon que l'espace de Hilbert décrit des particules obéissant au bosonique {\displaystyle (\nu =+)} ou fermionique {\displaystyle (\nu =-)} statistiques, et le surlignement représente l'achèvement de l'espace. L'espace de Fock bosonique (respectivement fermionique) peut également être construit comme (l'espace de Hilbert complétant) les tenseurs symétriques {\displaystyle F_{+}(H)={\overline {S^{*}H}}} (respectivement tenseurs alternatifs {\displaystyle F_{-}(H)={\overline {{\bigwedge }^{*}H}}}). Pour chaque base de H, il existe une base naturelle de l'espace de Fock, les états de Fock.

## Définition
L'espace de Fock est la somme directe (de Hilbert) des produits tensoriels de copies d'un espace de Hilbert à une seule particule {\displaystyle H}
{\displaystyle F_{\nu }(H)=\bigoplus _{n=0}^{\infty }S_{\nu }H^{\otimes n}=\mathbb {C} \oplus H\oplus \left(S_{\nu }\left(H\otimes H\right)\right)\oplus \left(S_{\nu }\left(H\otimes H\otimes H\right)\right)\oplus \ldots }
Ici {\displaystyle \mathbb {C} }, les scalaires complexes, sont constitués des états correspondant à aucune particule, {\displaystyle H} les états d'une particule, {\displaystyle S_{\nu }(H\otimes H)} les états de deux particules identiques etc.
Un état général en {\displaystyle F_{\nu }(H)} est donné par
{\displaystyle |\Psi \rangle _{\nu }=|\Psi _{0}\rangle _{\nu }\oplus |\Psi _{1}\rangle _{\nu }\oplus |\Psi _{2}\rangle _{\nu }\oplus \ldots =a|0\rangle \oplus \sum _{i}a_{i}|\psi _{i}\rangle \oplus \sum _{ij}a_{ij}|\psi _{i},\psi _{j}\rangle _{\nu }\oplus \ldots }
où
{\displaystyle |0\rangle } est un vecteur de longueur 1 appelé état de vide et {\displaystyle a\in \mathbb {C} } est un coefficient complexe,
{\displaystyle |\psi _{i}\rangle \in H} est un état dans l'espace de Hilbert à particule unique et {\displaystyle a_{i}\in \mathbb {C} } est un coefficient complexe,
{\displaystyle |\psi _{i}\,,\psi _{j}\rangle _{\nu }={\frac {1}{\sqrt {2}}}(|\psi _{i}\rangle \otimes |\psi _{j}\rangle +\nu \,|\psi _{j}\rangle \otimes |\psi _{i}\rangle )\in S_{\nu }(H\otimes H)}, et {\displaystyle a_{ij}=\nu a_{ji}\in \mathbb {C} } est un coefficient complexe,
etc.
La convergence de cette somme infinie est importante si {\displaystyle F_{\nu }(H)} doit être un espace de Hilbert. Techniquement, nous avons besoin que {\displaystyle F_{\nu }(H)} soit la complétion spatiale de Hilbert de la somme algébrique directe. Il se compose de tous les tuples infinis {\displaystyle |\Psi \rangle _{\nu }=(|\Psi _{0}\rangle _{\nu },|\Psi _{1}\rangle _{\nu },|\Psi _{2}\rangle _{\nu },\ldots )} tel que la norme, définie par le produit scalaire est finie
{\displaystyle \||\Psi \rangle _{\nu }\|_{\nu }^{2}=\sum _{n=0}^{\infty }\langle \Psi _{n}|\Psi _{n}\rangle _{\nu }<\infty }
où le {\displaystyle n} la norme particulaire est définie par
{\displaystyle \langle \Psi _{n}|\Psi _{n}\rangle _{\nu }=\sum _{i_{1},\ldots i_{n},j_{1},\ldots j_{n}}a_{i_{1},\ldots ,i_{n}}^{*}a_{j_{1},\ldots ,j_{n}}\langle \psi _{i_{1}}|\psi _{j_{1}}\rangle \cdots \langle \psi _{i_{n}}|\psi _{j_{n}}\rangle }
c'est-à-dire la restriction de la norme sur le produit tensoriel {\displaystyle H^{\otimes n}}
Pour deux états généraux
{\displaystyle |\Psi \rangle _{\nu }=|\Psi _{0}\rangle _{\nu }\oplus |\Psi _{1}\rangle _{\nu }\oplus |\Psi _{2}\rangle _{\nu }\oplus \ldots =a|0\rangle \oplus \sum _{i}a_{i}|\psi _{i}\rangle \oplus \sum _{ij}a_{ij}|\psi _{i},\psi _{j}\rangle _{\nu }\oplus \ldots }, et
{\displaystyle |\Phi \rangle _{\nu }=|\Phi _{0}\rangle _{\nu }\oplus |\Phi _{1}\rangle _{\nu }\oplus |\Phi _{2}\rangle _{\nu }\oplus \ldots =b|0\rangle \oplus \sum _{i}b_{i}|\phi _{i}\rangle \oplus \sum _{ij}b_{ij}|\phi _{i},\phi _{j}\rangle _{\nu }\oplus \ldots }
le produit intérieur sur {\displaystyle F_{\nu }(H)} est alors défini comme
{\displaystyle \langle \Psi |\Phi \rangle _{\nu }:=\sum _{n}\langle \Psi _{n}|\Phi _{n}\rangle _{\nu }=a^{*}b+\sum _{ij}a_{i}^{*}b_{j}\langle \psi _{i}|\phi _{j}\rangle +\sum _{ijkl}a_{ij}^{*}b_{kl}\langle \psi _{i}|\phi _{k}\rangle \langle \psi _{j}|\phi _{l}\rangle _{\nu }+\ldots }
où nous utilisons les produits intérieurs sur chacun des espaces de Hilbert à {\displaystyle n}-particules. À noter, en particulier les {\displaystyle n} les sous-espaces de particules sont orthogonaux pour des {\displaystyle n} différents.

## États du produit, particules indiscernables et base utile pour l'espace de Fock
Un état produit de l'espace de Fock est un état de la forme
{\displaystyle |\Psi \rangle _{\nu }=|\phi _{1},\phi _{2},\cdots ,\phi _{n}\rangle _{\nu }=|\phi _{1}\rangle |\phi _{2}\rangle \cdots |\phi _{n}\rangle }
qui décrit une collection de {\displaystyle n} particules, dont l'une a un état quantique {\displaystyle \phi _{1}\,}, une autre {\displaystyle \phi _{2}\,} et ainsi de suite jusqu'à la  {\displaystyle n}ème particule, où chaque {\displaystyle \phi _{i}\,} est un état quelconque de l'espace de Hilbert à particule unique {\displaystyle H}. Ici la juxtaposition (écriture des kets de particule unique côte à côte, sans le {\displaystyle \otimes } ) est la multiplication symétrique (respectivement antisymétrique) dans l'⁣algèbre tensorielle symétrique (respectivement antisymétrique). L'état général dans un espace de Fock est une combinaison linéaire d'états produits. Un état qui ne peut pas être écrit comme une somme convexe d'états produits est appelé un état intriqué.
Quand on parle d'une particule dans l'état {\displaystyle \phi _{i}\,}, il faut garder à l'esprit qu'en mécanique quantique des particules identiques sont indiscernables. Dans le même espace de Fock, toutes les particules sont identiques. (Pour décrire de nombreuses espèces de particules, nous prenons le produit tensoriel d'autant d'espaces de Fock différents qu'il y a d'espèces de particules considérées). L'une des caractéristiques les plus puissantes de ce formalisme est que les états sont implicitement correctement symétrisés. Par exemple, si l'état ci-dessus {\displaystyle |\Psi \rangle _{-}} est fermionique, il vaudra 0 si deux (ou plus) des {\displaystyle \phi _{i}\,} sont égaux parce que le produit antisymétrique (extérieur) {\displaystyle |\phi _{i}\rangle |\phi _{i}\rangle =0}. Il s'agit d'une formulation mathématique du principe d'exclusion de Pauli selon lequel deux (ou plus) fermions ne peuvent pas être dans le même état quantique. En fait, chaque fois que les termes d'un produit formel sont linéairement dépendants ; le produit sera nul pour les tenseurs antisymétriques. De plus, le produit des états orthonormés est proprement orthonormé par construction (bien que possiblement nul dans le cas de Fermi, lorsque deux états sont égaux).
Une base utile et pratique pour un espace Fock est la base du nombre d'occupations. Étant donné une base {\displaystyle \{|\psi _{i}\rangle \}_{i=0,1,2,\dots }} de {\displaystyle H}, on peut désigner l'état par {\displaystyle n_{0}} particules en état {\displaystyle |\psi _{0}\rangle }, {\displaystyle n_{1}} particules en état {\displaystyle |\psi _{1}\rangle }, ..., {\displaystyle n_{k}} particules en état {\displaystyle |\psi _{k}\rangle }, et aucune particule dans les états restants, en définissant
{\displaystyle |n_{0},n_{1},\ldots ,n_{k}\rangle _{\nu }=|\psi _{0}\rangle ^{n_{0}}|\psi _{1}\rangle ^{n_{1}}\cdots |\psi _{k}\rangle ^{n_{k}},}
où chacun {\displaystyle n_{i}} prend la valeur 0 ou 1 pour les particules fermioniques et 0, 1, 2, ... pour les particules bosoniques. Notez que les zéros à droite peuvent être supprimés sans changer l'état. Un tel état est appelé état de Fock. Quand les {\displaystyle |\psi _{i}\rangle } sont compris comme étant les états stables d'un champ libre, les états de Fock décrivent un assemblage de particules sans interaction en nombre défini. L'état de Fock le plus général est une superposition linéaire d'états purs.
Deux opérateurs de grande importance sont les opérateurs de création et d'annihilation, qui, en agissant sur un état de Fock, ajoutent ou suppriment respectivement une particule dans l'état quantique attribué. Ils sont notés {\displaystyle a^{\dagger }(\phi )\,} pour la création et {\displaystyle a(\phi )\,} pour l'annihilation. Pour créer ("ajouter") une particule, l'état quantique {\displaystyle |\phi \rangle } est symétrique ou extérieur- multiplié par {\displaystyle |\phi \rangle } ; et respectivement pour annihiler ("supprimer") une particule, un produit intérieur (pair ou impair) est pris avec {\displaystyle \langle \phi |}, qui est l'adjoint de {\displaystyle a^{\dagger }(\phi )\,}. Il est souvent pratique de travailler avec des états de la base de {\displaystyle H} de sorte que ces opérateurs suppriment et ajoutent exactement une particule dans l'état de base donné. Ces opérateurs servent également de générateurs pour des opérateurs plus généraux agissant sur l'espace de Fock, par exemple l'⁣opérateur nombre donnant le nombre de particules dans un état spécifique {\displaystyle |\phi _{i}\rangle } est {\displaystyle a^{\dagger }(\phi _{i})a(\phi _{i})}.

## Interprétation de la fonction d'onde
Souvent l'espace d'une particule {\displaystyle H} est donné comme {\displaystyle L_{2}(X,\mu )}, l'espace des fonctions carrées intégrables sur un espace {\displaystyle X} avec mesure {\displaystyle \mu } (à proprement parler, les classes d'équivalence de fonctions carrées intégrables où les fonctions sont équivalentes si elles diffèrent sur un ensemble de taille négligeable). L'exemple type est la particule libre avec {\displaystyle H=L_{2}(\mathbb {R} ^{3},d^{3}x)} l'espace des fonctions carrées intégrables sur l'espace à trois dimensions. Les espaces de Fock ont alors une interprétation naturelle en tant que fonctions carrées intégrables symétriques ou antisymétriques comme suit.
Soit {\displaystyle X^{0}=\{*\}} et {\displaystyle X^{1}=X}, {\displaystyle X^{2}=X\times X}, {\displaystyle X^{3}=X\times X\times X} etc.
Considérons l'espace des tuples de points qui est l'⁣union disjointe
{\displaystyle X^{*}=X^{0}\bigsqcup X^{1}\bigsqcup X^{2}\bigsqcup X^{3}\bigsqcup \cdots .}
Il a une mesure naturelle {\displaystyle \mu ^{*}} tel que {\displaystyle \mu ^{*}(X^{0})=1} et la restriction de {\displaystyle \mu ^{*}} à {\displaystyle X^{n}} est {\displaystyle \mu ^{n}}. L'espace même Fock {\displaystyle F_{+}(L_{2}(X,\mu ))} peut alors être identifié à l'espace des fonctions symétriques dans {\displaystyle L_{2}(X^{*},\mu ^{*})} alors que l'espace impair de Fock {\displaystyle F_{-}(L_{2}(X,\mu ))} peut être identifié à l'espace des fonctions antisymétriques. L'identification découle directement de la cartographie isométrique
{\displaystyle L_{2}(X,\mu )^{\otimes n}\to L_{2}(X^{n},\mu ^{n})}
{\displaystyle \psi _{1}(x)\otimes \cdots \otimes \psi _{n}(x)\mapsto \psi _{1}(x_{1})\cdots \psi _{n}(x_{n})} .
Donnant les fonctions d'onde {\displaystyle \psi _{1}=\psi _{1}(x),\ldots ,\psi _{n}=\psi _{n}(x)}, le déterminant de Slater
{\displaystyle \Psi (x_{1},\ldots x_{n})={\frac {1}{\sqrt {n!}}}{\begin{vmatrix}\psi _{1}(x_{1})&\ldots &\psi _{n}(x_{1})\\\vdots &&\vdots \\\psi _{1}(x_{n})&\dots &\psi _{n}(x_{n})\\\end{vmatrix}}}
est une fonction antisymétrique sur {\displaystyle X^{n}}. Elle peut donc être naturellement interprétée comme un élément du secteur à {\displaystyle n}-particules de l'espace impair de Fock. La normalisation est choisie telle que {\displaystyle \|\Psi \|=1} si les fonctions {\displaystyle \psi _{1},\ldots ,\psi _{n}} sont orthonormés. Il existe un "permanent de Slater" similaire avec le déterminant remplacé par le permanent qui donne des éléments de {\displaystyle n}-secteur de l'espace Fock pair.

## Relation avec l'espace Segal-Bargmann
Définissons l'espace spatial Segal-Bargmann {\displaystyle B_{N}}  des fonctions holomorphes complexes intégrables au carré par rapport à une mesure gaussienne :
{\displaystyle {\mathcal {F}}^{2}\left(\mathbb {C} ^{N}\right)=\left\{f\colon \mathbb {C} ^{N}\to \mathbb {C} \mid \Vert f\Vert _{{\mathcal {F}}^{2}(\mathbb {C} ^{N})}<\infty \right\}}
où
{\displaystyle \Vert f\Vert _{{\mathcal {F}}^{2}(\mathbb {C} ^{N})}:=\int _{\mathbb {C} ^{n}}\vert f(\mathbf {z} )\vert ^{2}e^{-\pi \vert \mathbf {z} \vert ^{2}}\,d\mathbf {z} } .
Puis définissons un espace {\displaystyle B_{\infty }} comme l'union emboîtée des espaces {\displaystyle B_{N}} sur les entiers {\displaystyle N\geq 0}. Segal  et Bargmann ont montré , que {\displaystyle B_{\infty }} est isomorphe à un espace bosonique de Fock. Le monôme
{\displaystyle x_{1}^{n_{1}}...x_{k}^{n_{k}}}
correspond à l'état de Fock
{\displaystyle |n_{0},n_{1},\ldots ,n_{k}\rangle _{\nu }=|\psi _{0}\rangle ^{n_{0}}|\psi _{1}\rangle ^{n_{1}}\cdots |\psi _{k}\rangle ^{n_{k}}.}

## Voir également
- État de Fock
- Algèbre tensorielle
- Espace Fock holomorphe
- Opérateurs de création et d'annihilation
- Déterminant de Slater
- Le théorème de Wick
- Géométrie non commutative
- Ensemble grand-canonique, distribution thermique sur l'espace Fock